# Стейси Уорнер
Сте́йси Уо́рнер (англ. Stacy Warner) — персонаж сериала «Доктор Хаус».
Приблизительно за десять лет до событий, разворачивающихся в сериале, Грегори Хаус познакомился с юристом Стейси Уорнер (Сила Уорд), специалистом в области конституционного права. Это случилось во время пейнтбольного матча «Юристы против докторов».
Стейси переезжает к нему. Пятью годами позднее именно она принимает имевшее далеко идущие последствия решение о характере хирургической операции Хауса (поздно диагностированный инфаркт мышцы бедра привёл к серьёзным повреждениям мышечной ткани). Всё произошло, когда Хаус был в добровольной коме, а Стейси, будучи его доверенным лицом, могла принимать решения самостоятельно.
Хаус как высококлассный врач уверен, что в столь радикальном решении не было необходимости, хотя и он осознавал риск летального исхода. Возможно, Стейси спасла ему жизнь, но Хаус стал инвалидом и жил с чувством, что она превысила данные ей полномочия. Неизлечимая хромота, непрекращающиеся боли, зависимость от сильнодействующих лекарств (наркотиков) — всё это отдалило Хауса и Стейси друг от друга. Стейси ушла.
Она появилась в сериале в конце первого и в начале второго сезона. Стейси Уорнер занимает в это время должность адвоката в Принстон-Плейсборо. На тот момент она уже состоит в браке с Марком Уорнером.
Стейси крайне взволнована, она приводит мужа к Хаусу с просьбой вылечить его. Это решение даётся ей непросто — она всё ещё любит Хауса, но боязнь потерять Марка, которым она дорожит, не оставляет ей выбора.
Во 2-м сезоне в сериале появляется любовный треугольник: Хаус — Стейси — Марк. Стейси оказалась в сложном положении, и Хаус воспользовался её смятением для сближения. В результате они вместе проводят ночь по возвращении из Балтимора, но их дальнейшие отношения заходят в тупик.
Стейси по-прежнему волнует Хауса, и он готов за неё бороться. Она также принимает решение остаться с Хаусом и бросить Марка, но Хаус, оказывается, не готов к такому развитию событий. Он объясняется со Стейси — и она вновь уходит.
В 8 сезоне приходит к Хаусу как галлюцинация, пытающаяся отговорить его от суицида. После реальная Стейси присутствовала на ложных похоронах Хауса.